# 架線

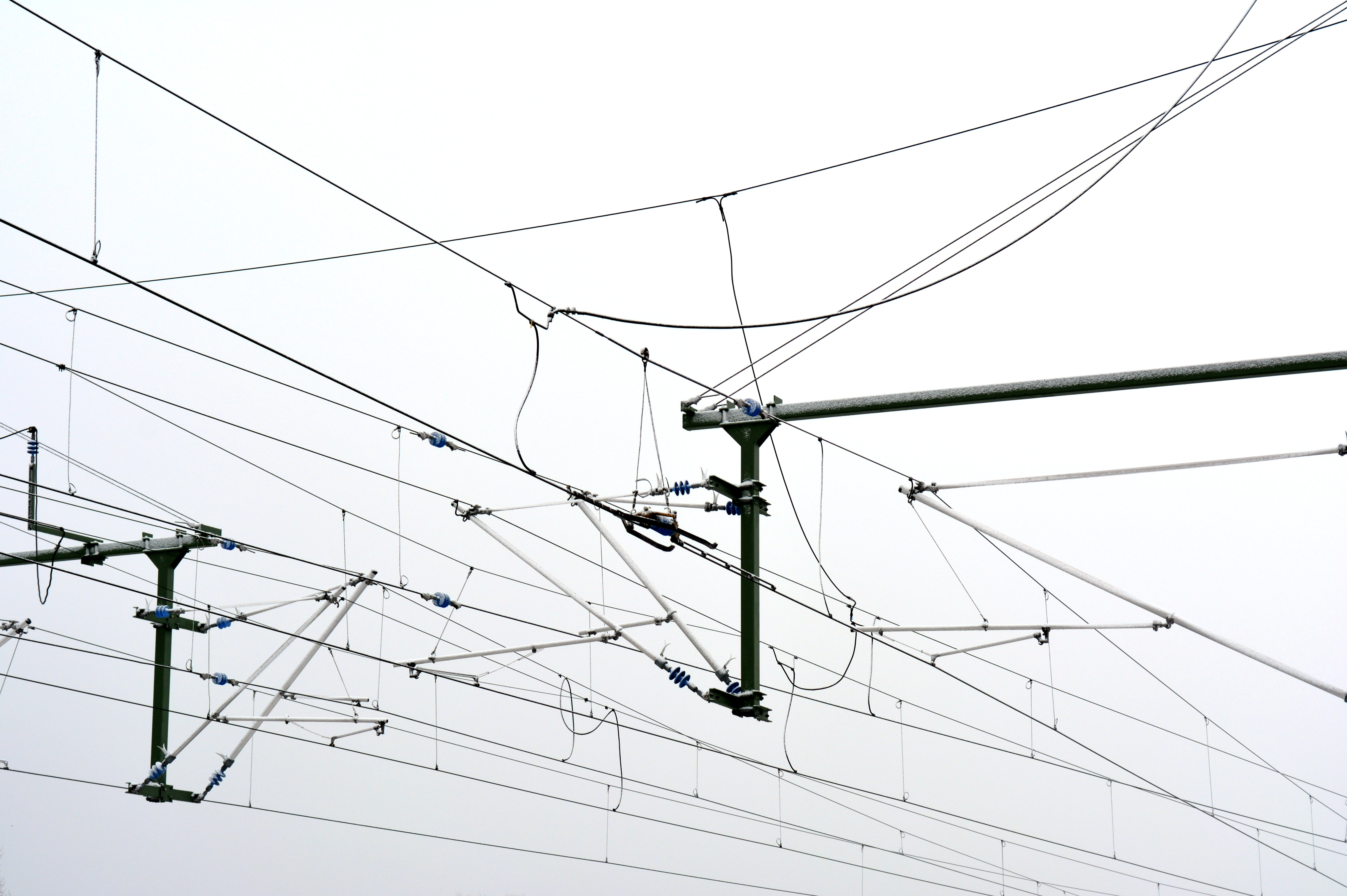
電気鉄道における架線の一例

架線（かせん、がせん、英語: overhead line）とは
- 空中に張り渡された電線。送電線や電話線など。架空線や架空電線とも言う。または、それらの線を架け渡すこと。ただし、架空線や空中線には電線ではないものも含まれる。
- 電気鉄道において列車に電力を供給する方法の1つで、線路の空中に張られる電線のこと。

英語の overhead line(s) （オーバーヘッドライン〈ズ〉）は「頭上の線」や「空中の線」という意味。

## 空中に張り渡された線
送電用と通信用がある。
送電工事の関係者の間ではフィクションの架空（かくう）との混同を避けるため、「がくう」と読む慣習がある。一般向けの説明では「かくう」の読みを使うこともある。
- 150年ほど前に架けられた電信用の架線（イギリス、アルダーホルト村）
- 電話が爆発的に普及していった時代の電話用の架線の状態（1910年ころ。アメリカ）
- 現代の送電用の高電圧の架線（スイス）
- 左手前の鉄骨柱は電力会社のものではなく、阪堺電気軌道阪堺線用。
- 現代イギリスでは景観に配慮して都市部では地中に埋設されることが一般化しているが、郊外などでは電力供給用の架線が使われている。
- 架線で羽を休める鳥の群れ。

架線を架け渡すこと
電力事業者や電線路工事の現場では、送電線を張る作業の意味の架線は「がせん」と読む。
- ケーブルがたるんだ状態の工事
- ケーブルの上に人が乗った工事
- 工事に使われる道具

架線のメンテナンス
- 架空送電線（電線路）のメンテナンス作業（ポルトガル）
- 400KV線のメンテナンス作業（イギリス）
- 架空送電線のヘリコプタを使ったメンテナンス作業（カナダ）

## 電気鉄道の架線
電気鉄道で電気車（電気機関車と電車）の運転に使用されるものの正式/制式名称は架空電車線（かくうでんしゃせん）であり、架空方式（電車線を線路の上方に施設する方式）により施設する電車線を指す。なお、鉄道の現場では、仮線、下線、河川、活線（かっせん＝通電中状態）などとの混同を防ぐ目的で「がせん」と読まれる。
架空電車線方式において列車が通る空間の上部（日本においては直流・交流、設置場所などで下限高さが異なる）。
電気車の集電装置に接するトロリ線の吊り方には多くの方式がある。架線を構成する電線が多くなるほどトロリ線のばね定数が均一化し、列車速度の向上が可能となる。速度向上のためには、その他に張力を向上させる必要もある。トロリ線には伝導特性と展延性に優れる銅線を用いることが一般的であるが、レール方向に対する延びや磨耗による事故を防ぎ、かつ、交換周期の延長を図るため、日本の在来線の長大トンネルなどでは、鋼鉄製のものを使用する場合もある。集電子の同じ箇所ばかりが接触して偏摩耗してしまうことを防ぐため、直線区間であっても、架線はある程度の幅でジグザグに張られている。
架空電車線を吊るすためのビーム等の支持物、曲線引き装置、引止め装置、き電線支持 等に使われるための電柱は「電化柱」という。
- 鉄道の架線（日本のJRのもの）
- トロリーバス用架線（サンフランシスコ市営鉄道 (MUNI)）

電気鉄道の関連項目
- 鉄道の電化
- 電気鉄道
- 架空電車線方式
- 剛体架線
- 第三軌条方式
- デッドセクション
- 集電装置